# براين ماكنلي
براين ماكنلي (بالإنجليزية: Brian McGinlay)‏، حكم كرة قدم أسكتلندي دولي سابق.
و قد حكم في كأس الخليج 1982، وقد أدار مباراة منتخب الإمارات لكرة القدم ومنتخب عمان لكرة القدم في 2 ابريل 1982.

## وصلات خارجية
- براين ماكنلي على موقع Soccerway.com (الإنجليزية)
- براين ماكنلي على موقع أوليمبيديا (الإنجليزية)